# Elezioni legislative in Portogallo del 1980
Le elezioni legislative in Portogallo del 1980 si tennero il 5 ottobre per il rinnovo dell'Assemblea della Repubblica.
In seguito all'esito elettorale, Francisco Sá Carneiro, espressione di Alleanza Democratica, fu confermato Primo ministro.
Sá Carneiro morì il 4 dicembre 1980 in un incidente aereo; le funzioni di capo del governo furono assunte ad interim a Diogo Freitas do Amaral, mentre nel 1981 Francisco Pinto Balsemão divenne il nuovo primo ministro.

## Risultati
| Alleanza Democratica (PSD - CDS - PPM)                 | 2 706 667 | 45,96 | 126 |  |  |  |
| Fronte Repubblicano e Socialista (PS - UEDS - ASDI)    | 1 606 198 | 27,28 | 71  |  |  |  |
| Alleanza del Popolo Unito (PCP - MDP)                  | 1 009 505 | 17,14 | 41  |  |  |  |
| Partito Social Democratico (Azzorre e Madera)          | 147 644   | 2,51  | 8   |  |  |  |
| Unione Democratica Popolare                            | 83 204    | 1,41  | 1   |  |  |  |
| Partito Operaio di Unità Socialista                    | 83 095    | 1,41  | –   |  |  |  |
| Partito Socialista (Azzorre, Madera, Esteri)           | 67 081    | 1,14  | 3   |  |  |  |
| Partito Socialista Rivoluzionario                      | 60 496    | 1,03  | –   |  |  |  |
| Alleanza Operaio-Contadina                             | 39 408    | 0,67  | –   |  |  |  |
| Partito Comunista dei Lavoratori Portoghesi            | 35 409    | 0,60  | –   |  |  |  |
| Partito della Democrazia Cristiana - MIRN - FN         | 23 819    | 0,40  | –   |  |  |  |
| Centro Democratico Sociale (Azzorre e Madera)          | 13 765    | 0,23  | –   |  |  |  |
| Partito Democratico dell'Atlantico                     | 8 529     | 0,14  | –   |  |  |  |
| Organizzazione Comunista Marxista-Leninista Portoghese | 3 913     | 0,07  | –   |  |  |  |
| Totale                                                 | 5 888 733 | 100   | 250 |  |  |  |
|                                                        |           |       |     |  |  |  |
| Schede bianche                                         | 34 552    | 0,57  |     |  |  |  |
| Schede nulle                                           | 103 140   | 1,71  |     |  |  |  |
| Votanti                                                | 6 026 395 |       |     |  |  |  |